# Rájec (Černava)
Rájec (německy Kösteldorf) je vesnice, část obce Černava v okrese Karlovy Vary v Karlovarském kraji. Nachází se asi 1,5 kilometru východně od Černavy. Je zde evidováno 110 adres. V roce 2011 zde trvale žilo 169 obyvatel.
Rájec leží v katastrálním území Rájec u Černavy o rozloze 3,67 km².

## Historie
První písemná zmínka o vesnici pochází z roku 1785.

## Obyvatelstvo
| Rok            | 1869 | 1880 | 1890 | 1900 | 1910 | 1921 | 1930 | 1950 | 1961 | 1970 | 1980 | 1991 | 2001 | 2011 | 2021 |
| -------------- | ---- | ---- | ---- | ---- | ---- | ---- | ---- | ---- | ---- | ---- | ---- | ---- | ---- | ---- | ---- |
| Počet obyvatel | 609  | 619  | 657  | 670  | 750  | 734  | 799  | 171  | 189  | 152  | 124  | 108  | 128  | 169  | 185  |
| Počet domů     | 80   | 94   | 102  | 106  | 117  | 119  | 154  | 155  | 155  | 41   | 38   | 41   | 47   | 64   | 73   |

## Obecní správa
Při sčítání lidu v letech 1869–1930 Rájec byl samostatnou obcí, se kterým patřil nejprve do okresu Falknov, ale v letech 1921–1930 v okrese Loket. Od roku 1949 do 31. prosince 1975 byl částí obce Černava v okrese Karlovy Vary. Od 1. ledna 1976 do 23. listopadu 1990 byl částí města Nejdek v okrese Karlovy Vary. Od 24. listopadu 1990 je opět částí obce Černava v okrese Karlovy Vary.